# Le Cerveau qui ne voulait pas mourir
Pour plus de détails, voir Fiche technique et Distribution.
Le Cerveau qui ne voulait pas mourir (The Brain That Wouldn't Die) est un film américain réalisé par Joseph Green, sorti en 1962. Le film a également été connu sous les titres The Head That Wouldn't Die, The Brain That Couldn't Die. Son titre de travail était The Black Door et il a été achevé en 1959 - il est finalement sorti en double programme avec le film Invasion of the Star Creatures,.
Il a fait l'objet de plusieurs adaptations en comédies musicales.

## Synopsis
Un médecin parvient à maintenir la tête de sa petite amie en vie alors que celle-ci a été décapitée dans un accident de voiture.

## Divers
La Femme nue et Satan, film allemand de Victor Trivas sorti l'année du tournage du Cerveau qui ne voulait pas mourir,  présente des similiarités scénaristiques, comme par exemple la manière dont sont choisies les jeunes femmes dont on veut prélever les corps.

## Fiche technique
- Titre : Le Cerveau qui ne voulait pas mourir
- Titre original : The Brain That Wouldn't Die
- Réalisation : Joseph Green
- Scénario : Joseph Green, Rex Carlton et Joseph Green
- Photographie : Stephen Hajnal
- Montage : Marc Anderson
- Production : Rex Carlton
- Société de production : Rex Carlton Productions
- Société de distribution : American International Pictures (États-Unis)
- Pays :  États-Unis
- Genre : Horreur et science-fiction
- Durée : 82 minutes
- Dates de sortie : 
  - États-Unis : 10 août 1962

## Distribution
- Jason Evers : Dr. Bill Cortner
- Virginia Leith : Jan Compton
- Anthony La Penna : Kurt
- Adele Lamont : Doris Powell
- Bonnie Sharie : Blonde Stripper
- Paula Morris : Brunet Stripper
- Marilyn Hanold : Peggy Howard
- Bruce Brighton : Dr. Cortner
- Lola Mason : Donna Williams

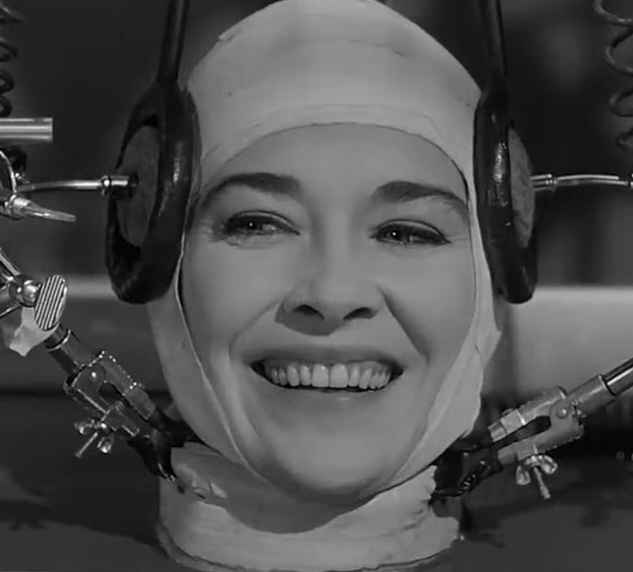
Viriginia Leith dans le film.

- Audrey Devereau : Jeannie Reynolds